# Lubow Malinowska
Lubow Malinowska (ros. Любо́вь Ива́новна Малино́вская; ur. 31 lipca 1921, zm. 18 maja 2009) – radziecka aktorka filmowa i teatralna. Ludowy Artysta Federacji Rosyjskiej (2002).

## Wybrana filmografia
- 1959: Szynel
- 1960: Dama z pieskiem
- 1968: Trzeba przejść i przez ogień
- 1975: Blokada
- 1976: Klucz bez prawa przekazania
- 1983: Samoloty torpedowe